# 牠：歡迎來到德利鎮
《牠：歡迎來到德利鎮》是一部2025年播映的美國超自然恐怖電視劇，改編自史蒂芬·金1986年的小說《牠》，並作為2017年電影《牠》與2019年續集《牠：第二章》的前傳。本劇由安迪·馬希提、芭芭拉·馬希提與傑森·福克斯共同開發，三人皆曾參與《牠》系列電影的製作。主要演員包括賈方·艾德波、克里斯·喬克、泰勒·佩姬、詹姆士·雷瑪與史蒂芬·瑞德，此外，比爾·斯卡斯加德將回歸飾演電影中的／跳舞小丑潘尼懷斯一角。
本劇於2025年在HBO首播 ，全季共九集。

## 演員

### 主要演員
- 賈方·艾德波
- 克里斯·喬克（英语：Chris_Chalk）
- 泰勒·佩姬（英语：Taylour_Paige）
- 詹姆士·雷瑪
- 史蒂芬·瑞德（英语：Stephen_Rider）
- 比爾·史柯斯嘉（Bill Skarsgård）飾 ／跳舞小丑潘尼懷斯

### 常設演員
- 狄恩·尤爾（Dean Yool）
- 瑪德琳·史多（英语：Madeleine Stowe）
- 亞莉珊卓拉·福克斯（Alixandra Fuchs）
- 金柏莉·諾里斯·格雷羅（英语：Kimberly Norris Guerrero）
- 泰納·魯辛（英语：Tyner Rushing）
- 多里安·葛雷（Dorian Grey）
- 湯瑪士·米契爾（Thomas Mitchell）
- 比傑·哈里森（BJ Harrison）
- 彼得·奧特布里奇
- 雪恩·馬里奧特（Shane Marriott）
- 查德·魯克（Chad Rook）
- 喬舒亞·奧賈克（英语：Joshua Odjick）
- 晨星·安潔琳（Morningstar Angeline）
- 魯迪·曼庫索（英语：Rudy Mancuso）

## 製作
2022年3月，《綜藝》雜誌報導指出安迪·馬希提、芭芭拉·馬希提與傑森·福克斯正在為HBO Max開發並擔任執行製作一部以2017年電影《牠》為前傳的電視劇，劇名為《歡迎來到德利鎮》（Welcome to Derry）。該劇設定於1960年代，時間上早於電影情節，並將探討小丑潘尼懷斯的起源故事。
本劇於2022年11月獲得製作承諾，福克斯與布拉德·凱恩被聘為聯合節目統籌。2023年2月，該劇正式獲准拍攝，並報導指出安迪·馬希提將執導多集，包括首集，劇本由福克斯撰寫。
2023年4月，喬凡·艾德波、克里斯·喬克、泰勒·佩姬與詹姆斯·瑞馬確定參與演出主要角色。 此外，史蒂芬·瑞德加入常規演員陣容，瑪德琳·史多則以常設嘉賓身份出演。主體拍攝於2023年5月在多倫多、漢密爾頓及波特霍普展開，拍攝代號為《來自費爾維爾的問候》（Greetings from Fairview），預計將持續至同年12月。部分場景於德爾塔中學（Delta Secondary School）取景。2023年7月中旬，受到2023年美國演員工會大罷工影響，拍攝作業暫停。
2024年5月，比爾·史柯斯嘉確定回歸飾演小丑潘尼懷斯，並將擔任執行製作人。報導同時指出，本劇共九集，前四集將由馬希提執導。2024年6月，亞莉珊卓拉·福克斯、金柏莉·格雷羅、多里安·葛雷、湯瑪士·米契爾、比傑·哈里森、彼得·奧特布里奇、雪恩·馬里奧特、查德·魯克、喬舒亞·奧賈克與晨星·安潔琳加入常設演員陣容。2024年7月，魯迪·曼庫索加入演出。
2024年8月，媒體報導指出第一季拍攝已正式完成，並確認劇名為《牠：歡迎來到德利鎮》（It: Welcome to Derry）。2025年1月，製作方透露本劇預計拍攝三季，第一季設定於1962年，第二季為1935年，第三季則設定於1908年。

## 發行
《牠：歡迎來到德利鎮》預定於2025年在HBO首播，共九集。該劇最初原計劃於Max平台上線。

## 外部連結
- 互联网电影数据库（IMDb）上《牠：歡迎來到德利鎮》的资料（英文）